# Chesapeake Beach
La ville de Chesapeake Beach est située dans le comté de Calvert, dans l’État du Maryland, aux États-Unis. Sa population s’élevait à 6 356 habitants lors du recensement de 2020.